# Garachico, Teneriffa
Garachico är en ort och en kommun i Spanien. Den ligger i provinsen Santa Cruz de Tenerife i den autonoma regionen Kanarieöarna i sydvästra delen av landet, 1 800 km sydväst om huvudstaden Madrid. Antalet invånare är 4 924 (2024). Garachico ligger på ön Teneriffa.